# مایکروسافت گیمینگ
مایکروسافت گیمینگ (انگلیسی: Microsoft Gaming) بخش بازی‌های ویدئویی و سرگرمی دیجیتال آمریکایی/چند ملیتی مایکروسافت است. مایکروسافت گیمینگ، کنسول‌ها و سرویس‌های بازی ویدیویی را تحت نام تجاری ایکس باکس تولید می‌کند. علاوه بر نظارت تولید، همچنین بر روی توسعه بازی، انتشار، تحقیق و توسعه، فروش (سخت‌افزار، نرم‌افزار و خدمات) ایکس‌باکس و ۳ شرکت تابعه (ناشران بازی) در سراسر جهان مدیریت دارد. این ۳ شرکت تابعه عبارت هستند از ایکس‌باکس گیم استودیوز، زنی‌مکس مدیا (بتزدا سافت‌ورکز به عنوان ناشر فعالیت می‌کند) و اکتیویژن بلیزارد (وظایف انتشار که میان اکتیویژن، بلیزارد انترتینمنت و کینگ.کام تقسیم می‌شود) هر کدام از این ناشران، بازی‌ها را تحت برچسب‌های مربوط به خود منتشر می‌کنند. فیل اسپنسر (مدیر عامل اجرایی)، که از سال ۲۰۱۴ به‌طور همزمان بر برند ایکس‌باکس هم نظارت داشته‌است، رهبر این بخش تعاملی است.
تا پیش از سال ۲۰۲۲، مایکروسافت چندین بخش از خطوط تولید مرتبط با بازی‌های ویدیویی، از جمله سخت‌افزار ایکس‌باکس، کارکرد و آماده‌سازی ایکس‌باکس و همچنین استودیوهای توسعه بازی را به صورت جداگانه در اختیار داشت. مایکروسافت گیمینگ در سال ۲۰۲۲ و همزمان با اعلام برنامه‌های مایکروسافت برای خرید اکتیویژن بلیزارد، بنیان نهاده شد تا بتواند همهٔ گروه‌های بازی مایکروسافت را در یک بخش متحد و متمرکز کند. با تکمیل روند خرید اکتیویژن بلیزارد در سال ۲۰۲۳، مایکروسافت گیمینگ به سومین شرکت بزرگ ناشر بازی در سطح جهان از دیدگاه درآمد و بزرگ‌ترین استخدام‌کننده (کارفرما) بازی‌سازهای ویدئویی در جهان تبدیل شده‌است.
مالکیت فکری متعلق به این شرکت شامل برخی از محبوب‌ترین، پرفروش‌ترین و پر درآمدترین فرنچایز چندرسانه‌ای در تمام دوران است که شامل؛ ندای وظیفه، ماینکرفت (فرنچایز)، هیلو (مجموعه بازی)، وارکرفت، الدر اسکورولز و کندی کراش ساگا می‌باشد.